# Parlamentní knihovna
Parlamentní knihovna je organizační útvar Kanceláře Poslanecké sněmovny České republiky. Poskytuje informační a knihovnické služby poslancům, senátorům, jejich asistentům a zaměstnancům Kanceláří obou parlamentních komor. Uživatelům z řad veřejnosti nabízí možnost prezenčního studia svých dokumentů. Sídlí v budově Tomáškova paláce a sousedním domě U Panny Marie Pomocné, jež jsou součástí areálu Poslanecké sněmovny, se vstupem z Thunovského paláce na Malé Straně v Praze 1.
Parlamentní knihovna je evidovaná u Ministerstva kultury ČR jako základní knihovna se specializovaným fondem. Parlamentní knihovna je historicky nejstarší částí parlamentní administrativy.
Parlamentní knihovna a Archiv Poslanecké sněmovny jsou vydavateli/editory dvou řad publikací: Bulletinu a katalogů k výstavám.

## Organizace knihovny
Parlamentní knihovna poskytuje svým uživatelům možnost studia ve dvou studovnách a čítárně novin a časopisů.
- Legislativní studovna – nabízí příručku aktuální právnické literatury, možnost prezenčního studia historických fondů i přístup do předplacených odborných databází (Sněmovní 4, Praha 1).
- Čítárna novin a časopisů – nabízí přes 400 aktuálních titulů českých i zahraničních novin a časopisů (Sněmovní 1, Praha 1).
- Studovna a badatelna Archivu PS – studium fondů uložených v expozituře Parlamentní knihovny a Archivu PS v sídle NKÚ (Komunardů 1634/44, Praha 7 Holešovice)

## Fond knihovny

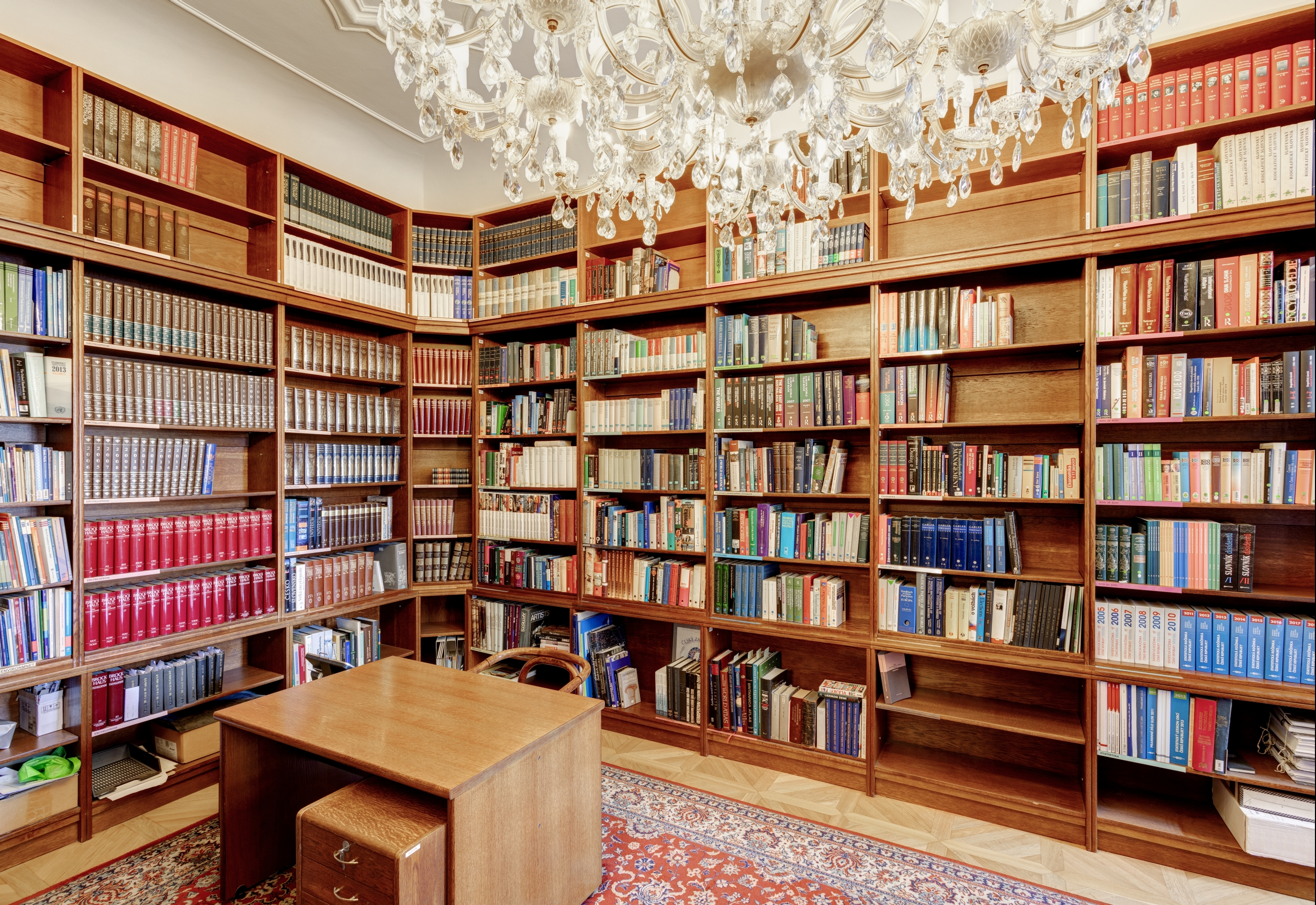
Příruční knihovna

Parlamentní knihovna vlastní přes 200 000 svazků obsahově pokrývajících obory společenských věd. Zejména oblast práva, politologie, ekonomie, historie, ale také sociologie, filozofie, kultury, nabízí řadu encyklopedií či slovníků. Jádrem knihovního fondu jsou parlamentária (záznamy o zákonodárné činnosti – sněmovní tisky, stenoprotokoly jednání) a kompletní sbírka zákonů od 2. pol. 19. stol. do současnosti.
Významnou součástí fondu je také sbírka starých tisků. Obsahuje historické zákoníky, zákony a vyhlášky z 16. až počátku 19. stol. a řadu děl právníků a historiků té doby. Významnou částí sbírky je řada tzv. sněmovních artikulí, tedy tištěných usnesení zemských sněmů, mapující dějiny českého sněmovnictví. Nejstarším titulem sbírky je rukopis Práwa saszká (1469–1470). Sbírka starých tisků Parlamentní knihovny byla v roce 2000 prohlášena Ministerstvem kultury ČR za kulturní památku.
Kromě monografií nabízí knihovna také široký výběr periodické literatury – od nejstarších titulů z 1. pol. 19. stol. přes ojedinělou sbírku periodik z období první republiky až po současné tituly. Kromě klasických papírových exemplářů je uživatelům poskytován také přístup do elektronických verzí českých i zahraničních periodik.

## Činnost knihovny
Parlamentní knihovna zpřístupňuje na svém webu celkem tři digitální sbírky:
- Společná česko-slovenská digitální parlamentní knihovna[7] – obsahuje plné texty parlamentních dokumentů od roku 1848 do současnosti. Základními typy dokumentů jsou stenoprotokoly a sněmovní tisky.
- Digitální knihovna České sněmy[8] – navazuje chronologicky sestupně na Společnou česko-slovenskou digitální parlamentní knihovnu. Její snahou je zpřístupnit dostupné pramenné materiály vztahující se k dějinám českého sněmovnictví.
- Visegrádská digitální parlamentní knihovna+[9] – je společným projektem parlamentních knihoven zemí Visegrádské čtyřky (Česko, Slovensko, Polsko, Maďarsko), v roce 2010 se k projektu přidalo také Rakousko. Výsledkem tohoto spojení je provoz mezinárodního portálu, který zastřešuje přístup k parlamentním dokumentům jednotlivých zemí.

## Historie knihovny

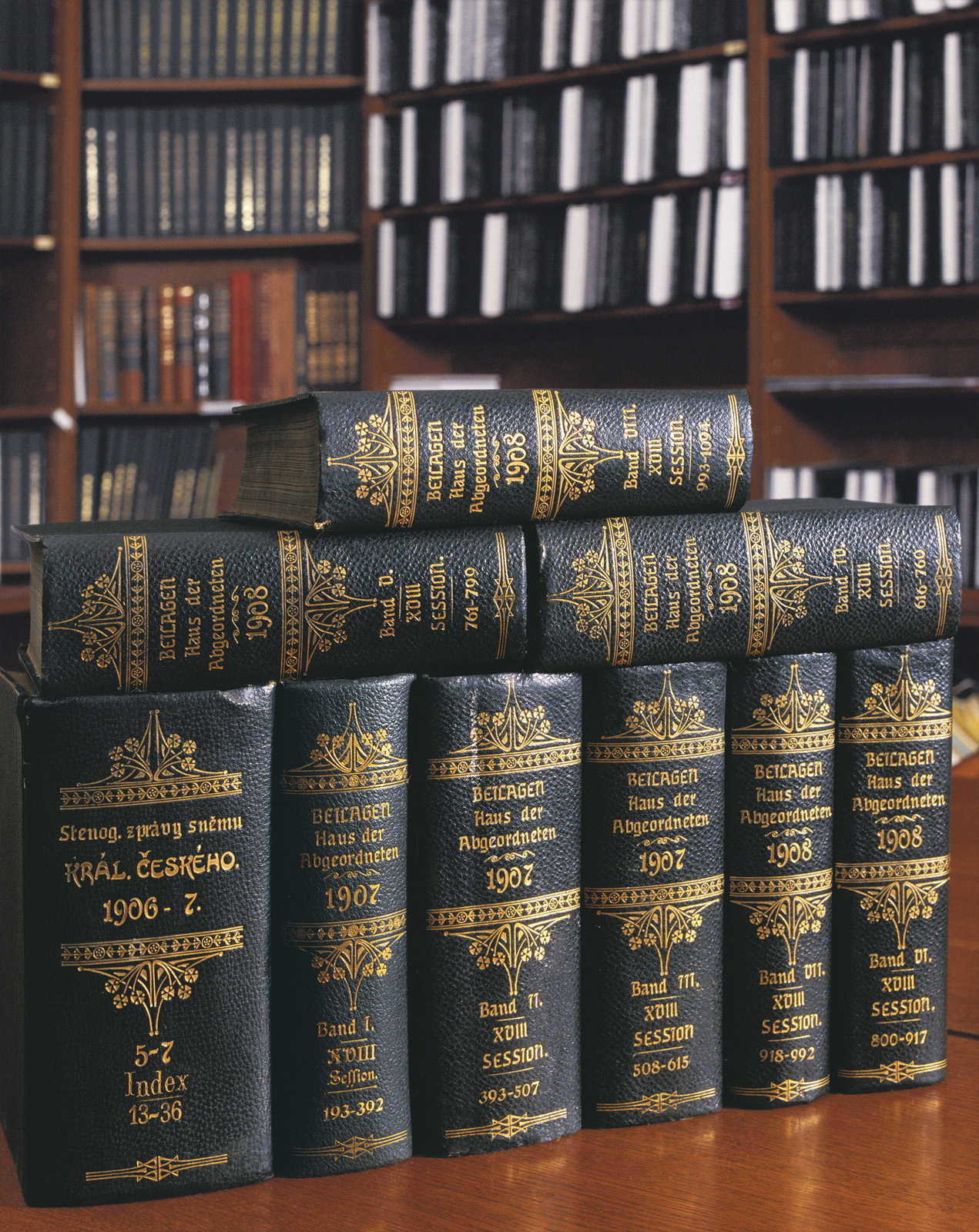
Ukázka části fondu

Nejstarší zmínka o knihovně pochází z roku 1858. Tehdy český stavovský sekretář Carl Knauer nabídl Zemskému výboru v Čechách své starší právnické knihy pro jeho nově zakládanou knihovnu. Knihovna vznikala postupně na základě darů i z reálné potřeby úřadu vlastnit právnickou literaturu.  V roce 1861 začala sloužit potřebám znovuobnoveného Českého zemského sněmu. Knihovna se postupně rozrůstala, na konci 1. světové války měla již 13 000 svazků.

### Knihovna v letech 1918–1989
Po vyhlášení Československé republiky v roce 1918 se tato sbírka stala základem pro založení knihovny Národního shromáždění. Ta měla od samého počátku statut jak knihovny parlamentní, tak i ústřední knihovny administrativní. Tedy že metodicky řídila odbornou činnost knihoven nově zakládaných ministerstev a státních úřadů.
V květnu roku 1920, kdy došlo na rozdělení Národního shromáždění na Senát a Poslaneckou sněmovnu, se knihovna přestěhovala z Malé Strany do budovy sněmovny v Rudolfinu.
Vládním nařízením z roku 1935 bylo knihovně přiznáno právo povinného výtisku. Knihovní fond se proto rychle rozrůstal a v r. 1939 čítal 123 000 svazků. V tomto období zajišťovala knihovna speciální služby, díky nimž se stala mezinárodně známou.
Nejvýraznější osobností knihovny, a také jejím prvním ředitelem, byl v období 1. československé republiky Zdeněk Václav Tobolka (1874–1951), historik, knihovník a politik. Ten v krátké době vytvořil z knihovny Národního shromáždění přední knihovnickou instituci v Československu. Byl rovněž jedním ze zakládajících členů Mezinárodní federace knihovnických asociací (IFLA).
Za druhé světové války byla knihovna Národního shromáždění přičleněna k Zemské a univerzitní knihovně v pražském Klementinu. Z důvodu ochrany před leteckými útoky byla v roce 1944 spolu s jinými knihovnami přestěhována do kláštera Zlatá koruna.
Do Prahy se knihovna vrátila na přelomu let 1947 a 1948, a to do nově upravené budovy bývalé Peněžní burzy, nového sídla Národního shromáždění. Přidělené prostory však byly malé a nevyhovující. Velká část knihovního fondu proto musela až do 60. let zůstat v podnájmu Národní a univerzitní knihovny v Klementinu. Význam knihovny Národního shromáždění klesal po roce 1948 úměrně tomu, jak byl degradován význam parlamentu v období komunistického režimu. Postupně se omezovala a snižovala kvalita knihovnických služeb, knihovna postupně přestala plnit úlohu ústřední administrativní knihovny.
Po vzniku československé federace 1. ledna 1969 se knihovna přejmenovala na Knihovnu Federálního shromáždění. V té době probíhala další přestavba budovy parlamentu. Po jejím dokončení v roce 1973 byl fond uložen v klimatizovaných depozitářích vybavených kompaktními regály. Knihovna Federálního shromáždění se v této době stala z architektonického a stavebního hlediska jednou z nejlépe řešených knihoven své doby.

### Knihovna po roce 1989

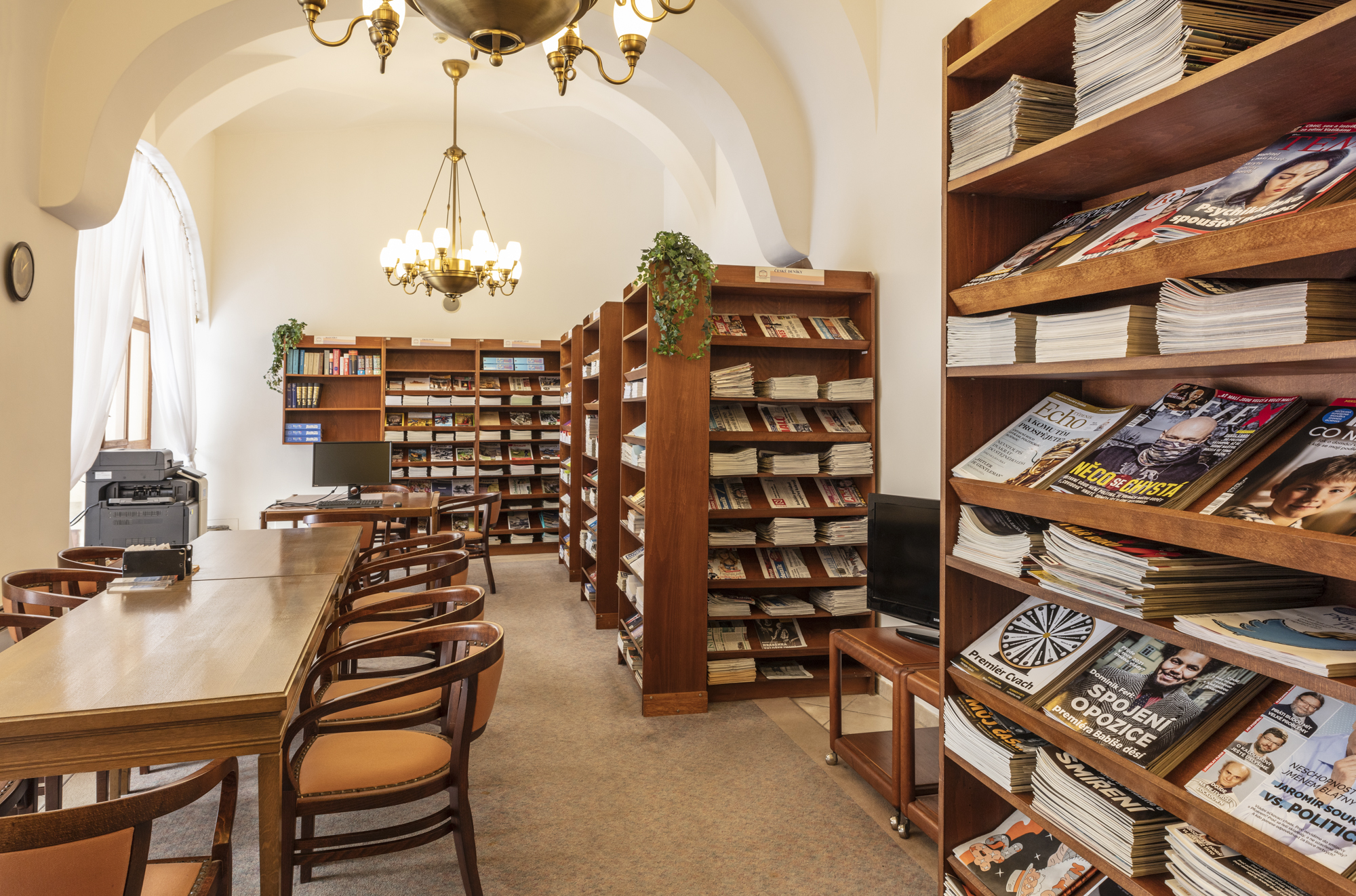
Čítárna periodik

V roce 1989 evidovala knihovna téměř 200 000 svazků a užívala dostatečné prostorové zázemí. Neměla však k dispozici žádnou moderní literaturu o fungování politického systému v podmínkách parlamentní demokracie, výpočetní a kancelářskou techniku, ani dostatek zaměstnanců.
Hned na počátku 90. let se knihovna stala opět po mnoha letech členem sekce parlamentních knihoven IFLA a začala sbírat zahraniční zkušenosti.
V letech 1990 až 1995 čerpala knihovna velkorysou finanční, materiálovou i odbornou pomoc Kongresu USA, díky níž bylo možné vybavit ji potřebnou technikou i relevantní literaturou. Podobnou pomoc obdržela knihovna také od britské Dolní sněmovny a německého Bundestagu.
Dalším milníkem v historii knihovny byl rozpad československé federace. Nová Poslanecká sněmovna převzala tehdy již Parlamentní knihovnu jakou součást své Kanceláře. Těžkým úkolem tehdy bylo majetkoprávní vypořádání se slovenskou parlamentní knihovnou. Podle zákona o dělení federálního majetku se měly i knihovní fondy dělit v poměru dva ku jedné. Tím by ovšem došlo k poškození dlouhodobě a systematicky budované sbírky. Zejména díky velkorysosti Slovenské národní rady však ke zničení celistvosti knihovního fondu nedošlo.
V roce 1994 se Parlamentní knihovna přestěhovala z budovy Federálního shromáždění do historických prostor Poslanecké sněmovny na Malé Straně, kde sídlí dodnes.

## Současnost a strategický rozvoj

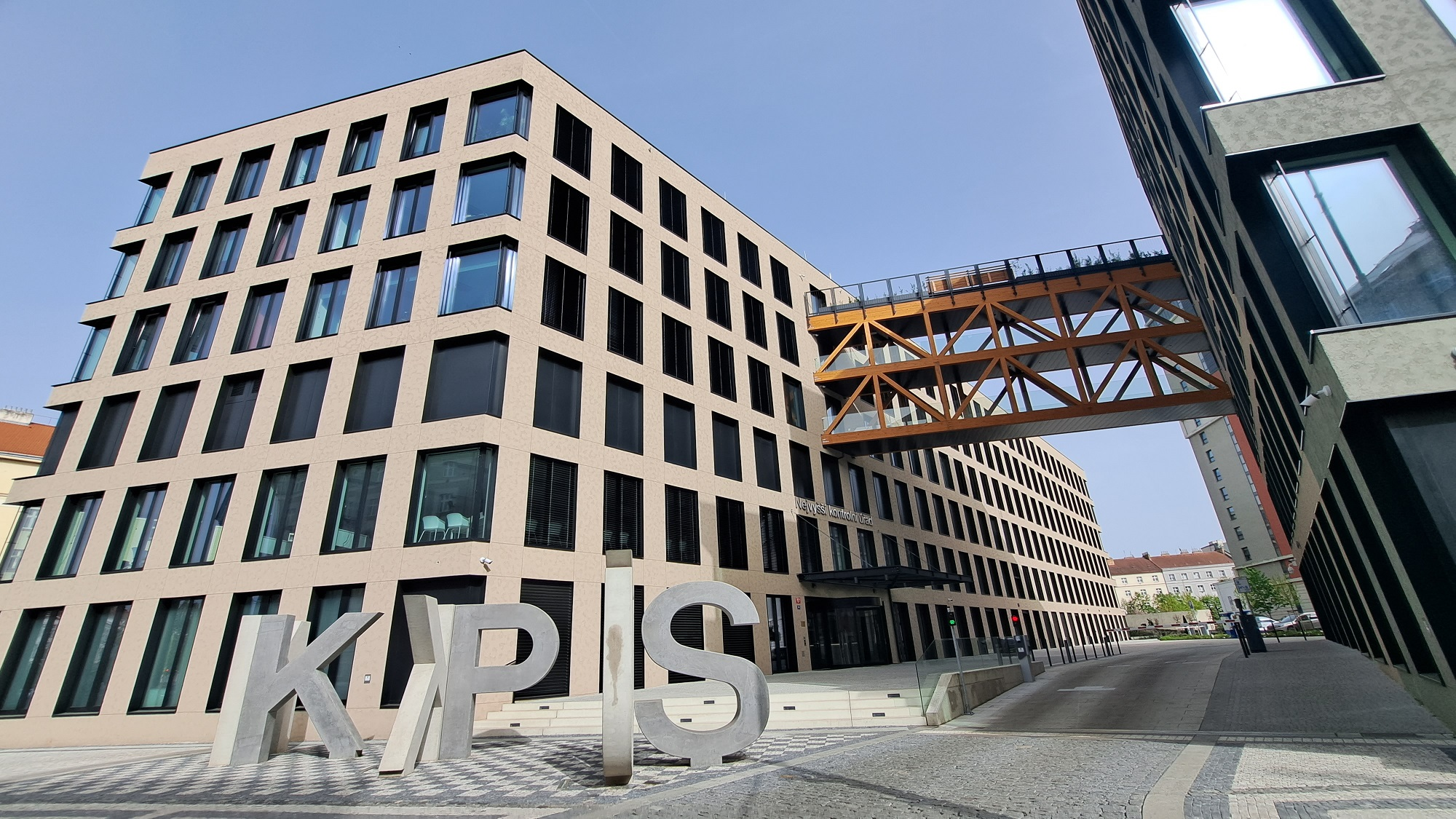
Nová budova NKÚ, Parlamentní knihovny a Archivu PS v Holešovicích

Roku 2016 byly v rámci organizační struktury Kanceláře Poslanecké sněmovny spojeny Parlamentní knihovna a Archiv Poslanecké sněmovny v jeden odbor. Společně začali řešit dlouhodobý problém uložení svých fondů v prostorově dostatečném depozitáři. Proto Kancelář Poslanecké sněmovny začala od roku 2015 spolupracovat s Nejvyšším kontrolním úřadem (NKÚ) na realizaci stavby nového sídla NKÚ, v němž by Parlamentní knihovna i Archiv PS nalezly trvalé zázemí.

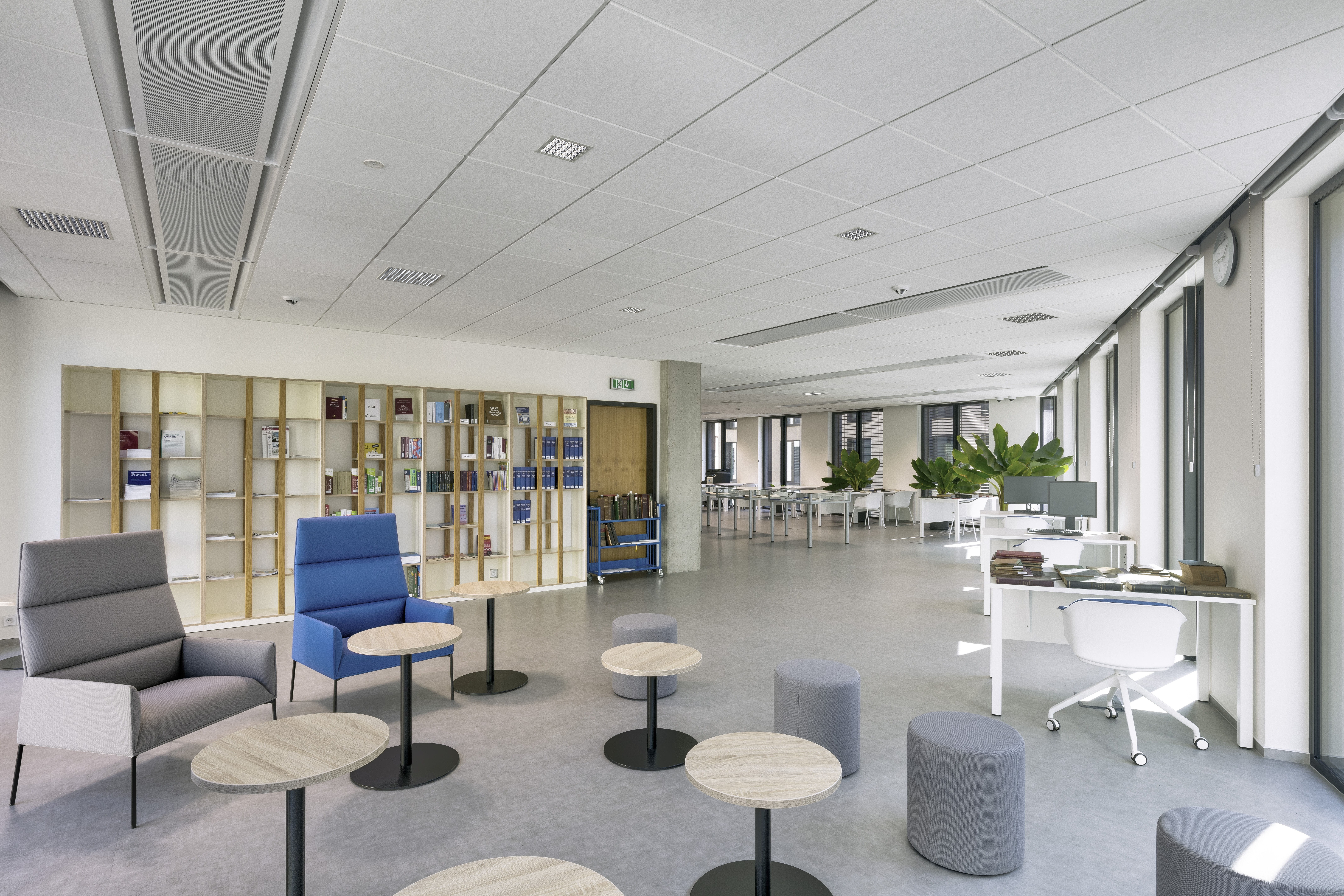
Pobočka Holešovice, studovna a badatelna

Stavba komplexu budov pro NKÚ byla zahájena v srpnu 2020 v pražských Holešovicích a byla dokončena na konci roku 2022. V druhé polovině roku 2023 došlo k vybavení depozitářů knihovny a archivu regálovými systémy a přestěhování fondů knihovny (z depozitářů v Měšicích) a archivu (z depozitáře v Praze na Chodovci) do nové budovy. Kromě depozitářů jsou prostory Parlamentní knihovny a Archivu PS vybaveny restaurátorským ateliérem, digitalizačním pracovištěm a prostornou badatelnou pro veřejnost.
Budova nového sídla NKÚ, Parlamentní knihovny a Archivu PS získala řadu ocenění. V soutěži Neplejtvák 2021 byla oceněna za „nejlepší počin ve veřejných zakázkách“. Umístila se na druhém místě mezinárodní soutěže inovativních veřejných zakázek, kterou každoročně pořádá evropská organizace Procura+ a zvítězila v 31. ročníku soutěže Nadace pro rozvoj architektury a stavitelství a získala titul Stavba roku 2023.